# Karlingiomyces exo-operculatus
Karlingiomyces exo-operculatus är en svampart som först beskrevs av Karling, och fick sitt nu gällande namn av W.H. Blackw., Letcher & M.J. Powell 2004. Karlingiomyces exo-operculatus ingår i släktet Karlingiomyces och familjen Chytridiaceae.   Inga underarter finns listade i Catalogue of Life.